# Seoul World Cup Stadium
Seoul World Cup Stadium (též Sangam Stadium či 서울월드컵경기장) je víceúčelový stadion sloužící zejména pro fotbal v Soulu. Pojme 66 422 diváků. Domácí zápasy zde hraje fotbalový klub FC Seoul a Jihokorejská fotbalová reprezentace. Byl postaven pro Mistrovství světa ve fotbale 2002.
V současnosti je druhým největším stadionem v Jižní Koreji po Olympijském stadionu v Soulu a je největším obdélníkovým stadionem v Asii. Střecha má tvar připomínajícího tradičního korejského draka. Je vysoká 50 metrů, podepřena 16 stožáry a zakrývá 90 % sedadel stadionu. Plátno ze skleněných vláken a polykarbonátové glazury vypadá, jako by byla vyrobena z hanji, což je tradiční korejský papír. V noci je stadion osvětlen teplým, tlumeným světlem, podobným světlu tradiční papírové korejské lampy. 
Byl to jeden z 20 stadionů, kde se pořádaly zápasy mistrovství světa ve fotbale v roce 2002 a v roce 2007 se zde odehrávaly zápasy v Mistrovství světa ve fotbale hráčů do 17 let 2007.